# Juan José Gastélum Salcido
General de División y Senador de la República, I.•. P.•. H.•. Juan José Gastélum Salcido, Past Soberano Gran Comendador del Supremo Consejo de México y Soberano Gran Comendador de Honor del mismo. Vicepresidente de la XI Conferencia de Supremos Consejos del Mundo. SubSecretario de la Defensa Nacional.
Con solo 16 años de edad ingresó como voluntario al movimiento Revolucionario, actuando posteriormente en  Apoyo a la causa maderista: Se le vincula con la lucha encabezada por Francisco I. Madero para derrocar al régimen porfirista. Su adhesión a los ideales de democracia y justicia lo ubicó entre aquellos militares que apostaron por un cambio político profundo en México.
Un Hombre íntegro y con gran amor por su familia siempre velando por la soberanía nacional 
Elevado al Grado 33.º por la Logia Masónica y a la Dignidad de Gran Inspector General de la Orden en 1954, para posteriormente llegar a la de Miembro Activo en 1963. En abril de 1968 fue elegido Soberano Gran Comendador del Supremo Consejo de México, quien duró 9 años en dicho cargo (una elección y dos reelecciones, máximo del tiempo permitido por Estatutos), donde terminando dicho cargo fue nombrado por unanimidad Soberano Gran Comendador de Honor. El General de División Juan José Gastelum Salcido, Soberano Gran Comendador, fue visitado en un viaje de buena voluntad.</ref> por el destacado Hermano masón Edwin Aldrin primer hombre que puso un pie en la luna.
En materia Internacional, concurrió en diversos Congresos Masónicos, europeos, americanos y mundiales, y en el XI Congreso de Supremos Consejos del Mundo fue designado Vicepresidente Mundial. El Supremo Consejo de España, al recuperar su sede en Madrid, le designó, su Soberano Gran Comendador de Honor.
Asimismo desempeñó el cargo de Subsecretario de la Defensa Nacional al servicio del entonces presidente Gustavo Díaz Ordaz, cargo que culmina una carrera castrense extraordinaria e impecable. Su Estado natal Sonora lo eleva al Senado de la República en el año de 1976. Logra obtener el máximo grado de General de División del Ejército Mexicano que ostentó hasta su muerte en 1981, ya que por decreto presidencial no perdió su calidad de Divisionario en activo.
Tuvo 6 hijos 4 mujeres dos varones de la cual aún sobrevive una mujer. 
Teniendo su descendencia en CDMX , Hermosillo , Guadalajara y Quintana Roo donde aún viven sus nietos , y bisnietos 